# Óscar Álvarez Sanjuán
Óscar Álvarez Sanjuán (Barcelona, 9 de juny de 1977) és un futbolista català, que ocupa la posició de defensa.

## Trajectòria
Format al planter del FC Barcelona, passa pels equips C i B de l'entitat blaugrana. Amb el Barça B debuta a Segona Divisió i suma 34 partits la temporada 98/99. A l'any següent marxa al Reial Oviedo, de la màxima categoria, però tot just apareix en tres partits.
No compta per a l'equip asturià, que el cedeix a la UE Lleida, on realitza una bona temporada. Això fa que el repesque l'Oviedo, ara a Segona Divisió. El defensa hi seria titular la temporada 01/02, amb 32 partits.
L'estiu del 2002 fitxa pel CD Tenerife, on no acabaria de fer-se un lloc titular en les tres campanyes a les Illes Canàries. El 2005 retorna a Catalunya per militar al Nàstic de Tarragona. Eixe any els tarragonins assoleixen l'ascens a Primera, però el barceloní gairebé no juga.
Després de militar a l'Oriola CF, la temporada 08/09 recala al Girona FC, on tampoc recupera la titularitat.